# 朝日森天満宮
朝日森天満宮（あさひもりてんまんぐう）は栃木県佐野市天神町にある神社。かつては「旭森」とも書かれた。所在地の地名「天神町」はこの神社に由来する。

## 概要
- 佐野市の中心市街の北部に位置する。東側に栃木県立佐野高等学校が隣接している。平成三十年より菅原道真を祀る神社で行われる特殊神事、鷽替えを実施。

## 歴史
- 1023年（治安3年） - 藤原秀郷の7代の孫足利家綱が冤罪を受けた際、天神の加護を受けて救われたため大宰府から天神を勧請したのが始まりとされる。当初は唐沢山の天神沢にあった。
- 1602年（慶長7年） - 現在地に移転。
- 1872年（明治5年） - 朝日森神社に改称、郷社に列する。のち、現在の名称に改称。
- 1937年（昭和12年） - 社殿建て替え。
- 1939年（昭和14年） - 県社に列する。

## その他
- 初春になると参道の梅が満開となり見物客も絶えない。

## アクセス
- JR両毛線・東武鉄道佐野線佐野駅より徒歩10分ほど

## 関連人物
- 今井晦堂 - 神職[1]